# Dolní mlýn (Horní Heřmanice)
Dolní mlýn v Horních Heřmanicích v okrese Ústí nad Orlicí je vodní mlýn, který stojí na Sázavském potoce. Je chráněn jako nemovitá kulturní památka České republiky.

## Historie
Mlýn byl postaven v roce 1748 Ferdinandem Dittrichem, bratrem prvního heřmanického faráře Gotharda Dittricha. K roku 1935 je uvedeno v četnické zprávě, že náhon, splav, vodní kolo a mlýnské zařízení jsou zrušené.
Ve vložce Vodní knihy se dochoval projekt na osazení turbíny Praga-Raiffenstein (výkon 4,8 HP), která měla nahradit dvě vodní kola „na horní dopad". K realizaci nedošlo a mlýnu bylo po roce 1935 odebráno vodní právo.

## Popis
Roubená přízemní stavba mlýna obdélného půdorysu má kratší kolmo posazené podélné křídlo s bedněným pláštěm. Kryje ji strmá střecha s novodobou krytinou. V části mlýnice a v zadním průčelí je stavba zděná z cihel. Na nadpraží vstupních dveří je uvedena datace „1748“.
Obytná část má poměrně vysoký strop. Dispozice je trojdílná - světnice v prvním díle, ve druhém síň a ve třetím mlýnice. Světnici kryje 2,6 metru vysoký strop z širokých překládaných prken na třech stropnicích s ozdobně okosenými hranami. Ve druhém traktu je umístěna černá kuchyně s dochovaným ústím chlebové pece se třemi sopouchy; je tu také komora. Z mlýnice je vydělena pouze malá roubená šalanda, situovaná vlevo od hlavního vstupu a v patře nad ní roubená komora.
Voda na vodní kolo vedla náhonem, který je již zasypaný, ale zčásti v terénu znatelný. Mlýnská technologie se nedochovala.